# Augustiner-Chorherrenstift Rokycany
Das ehemalige Augustiner-Chorherrenstift Rokycany (tschechisch Augustiniánsky klášter v Rokycanech) in Rokycany (deutsch: Rokytzan, lateinisch Rokiczanum) im Archidiakonat Pilsen, Erzbistum Prag gehörte zum Pilsner Kreis im Königreich Böhmen.

## Geschichte
In „Rokyczan“, das schon im Jahr 1110 als Besitz der Prager Bischöfe belegt ist, gründete der erste Prager Erzbischof Ernst von Pardubitz 1363 ein Augustiner-Chorherrenstift. Es war nach Glatz, Jaromír und Sadská das vierte (und letzte) von ihm gegründete Kanonikerstift. Entsprechend der Genehmigung des Papstes Urban V. vom 8. November 1362 sollte die Rokytnitzer Pfarrkirche „Maria Schnee“ in ein Stift für sechs Chorherren umgewandelt werden. Einer von diesen sollte zum Propst gewählt werden, ein anderer sollte die Seelsorge an der Pfarrkirche übernehmen. Die Kanonie wurde vom Erzbischof Ernst mit Urkunde vom 18. August 1363 errichtet; zugleich sprach er ihr die Einkünfte der Pfarrkirche zu. Erster Propst wurde der erzbischöfliche Schatzmeister Michael. Die anderen fünf Kanoniker kamen aus dem Raudnitzer Mutterstift. Vermutlich starb Erzbischof Ernst, noch bevor der Konvent eingerichtet war.
Dessen Nachfolger Johann Očko von Wlašim erteilte die Genehmigung zum Erwerb von vier Häusern und weiteren Bauplätzen, die jedoch verstreut in der Stadt und der Vorstadt lagen und nicht zusammenhängend bebaut werden konnten. Deshalb wurde zunächst lediglich ein Propsthaus mit provisorischen Nebengebäuden errichtet und die romanische Pfarrkirche zu einer fünfschiffigen gotischen Basilika umgebaut. 1406 brannten die Stiftsgebäude ab. Sie wurden mit finanzieller Unterstützung des Königs Wenzel wiederaufgebaut. Am 27. März 1414 erteilte Papst Johannes XXII. dem Stift weitere Privilegien und bestätigte zugleich die Inkorporation der kleinen St.-Peters-Kirche, die schon 1409 erfolgt war. 1418 wandte sich der Rokytzaner Chorherr Wenzel Passek von Wolin (Václav Pašek z Volyně) in einer Postille gegen den hussitischen Utraquismus. Auch gegen die Lehren John Wyclifs war der Konvent eingestellt.
Das Klosterleben war bis zu den Hussitenkriegen von einem regen geistlichen Leben bestimmt. Verbrüderungen wurden mit den Stiften Raudnitz (1368), Wittingau (1376), Sadská (1383), Sternberg (1388) und Prag-Karlshof (vor 1400) vereinbart. Am 12. Februar 1421 wurden Stadt und Stift durch Truppen des Heerführers Jan Žižka vernichtet. Einen der Chorherren verbrannten sie, das Schicksal der anderen ist nicht überliefert. Die umfangreiche Stiftsbibliothek blieb weitgehend erhalten, vermutlich weil sie noch vor der Zerstörung des Stifts nach Pilsen gebracht wurde. In den nächsten Jahrzehnten kam es zu einem Niedergang des Klosterlebens, weil sich die Bevölkerung überwiegend den Utraquisten zugewandt hatte.
1445 bestellte der Raudnitzer Propst Matěj Vrabec (Mathias Sperling; † 1471) seinen Mitbruder Matouš Beran (Matthäus Beran; † 1461) zum Propst des Stifts Rokytzan, dem dieser bis 1456 vorstand.
Erst Anfang des 16. Jahrhunderts erholte sich das Stift von den Folgen der hussitischen Revolution. Unter Propst Wenzel II. erlebte es eine kurze Blütezeit. 1515 erbat er vom Wittingauer Abt Stephan einen Kanoniker aus dessen Stift, der die Rokytzaner Mitbrüder in das geistliche Leben einführen sollte. Seinerseits kündigte er an, einen Rokytzaner Chorherren nach Wittingau zu schicken, der die dortige Ordensdisziplin kennenlernen sollte. Propst Wenzel II. wurde letztmals am 14. Mai 1541 erwähnt. Am 23. Oktober 1546 verpfändete König Ferdinand I. die Propstei mit all ihrem Besitz der Stadt Rokytzan mit der Bedingung, dass sie künftig zwei katholische Priester unterhält, die die Seelsorge an der vormaligen Stiftskirche verrichten sollten. Da das Pfand niemals ausgelöst wurde, endete damit das Stiftsleben. Zudem verkaufte Kaiser Maximilian II. im Jahre 1575 die Propstei mit allem Zubehör an die Stadt Rokytzan.